# Chucky
Chucky är en fiktiv seriemördare som förekommer i Den onda dockan-filmerna. Karaktären skapades av Don Mancini och porträtteras av Brad Dourif sedan den första filmen i serien som kom ut 1988. Chucky spelades också av Mark Hamill i en ny version som kom ut 2019, en film som inte har någon anknytning till originalfilmen.
Chucky är en sadistisk seriemördare som använde sig av voodoo för att föra över sin själ till en Good-Guy docka för att undfly döden när han blev dödligt sårad i en eldstrid mot polisen. Han hamnar senare hos den 6-årige pojken Andy och hans mamma Karen. Chucky försöker föra över sin själ till Andy eftersom om han är i dockkroppen för länge blir han fast i den för alltid.
Chuckys kännetecken är hans blåa overall med Good-Guy loggan på, randig tröja, rött hår, sataniskt leende samt att han oftast använder en kökskniv som mordvapen. Sedan sin originaldebut 1988 har Chucky blivit en av skräckfilmvärldens största ikoner. Hans fullständiga namn är Charles Lee Ray.

## Historia
I Den onda dockan (1988) så blir strypmördaren Charles Lee Ray jagad genom Chicagos gator efter att ha blivit tipsad om för polisen. Privatdetektiven Mike Norris jagar honom till en leksaksbutik där Charles blir dödligt skjuten. Innan han dör för han över sin själ till en Good-guy docka för att undfly döden. Han hamnar senare hos pojken Andy där han påbörjar sin nya mordorgie, där han börjar med att putta ut Andys barnvakt genom ett fönster så att hon faller mot sin död. Chucky dödar senare sin före detta kompanjon Eddie Caputo, som övergav honom när han blev jagad av polisen. Andys mamma Karen lyckas komma på att Chucky faktiskt lever då han har pratat och rört sig utan batterier.
Chucky försöker senare döda Mike och får honom att volta i en bilkrasch men blir skjuten själv i axeln och börjar blöda. Chucky spårar upp sin förra voodoo-mentor John som avslöjar via tortyr av Chucky att om han förblir i dockan för länge så kommer hans själ förbli fångad i den för alltid. Detta kan hindras om Chucky för över sin själ till den första människa han avslöjar sig för, nämligen Andy som för tillfället sitter inne på ett mentalsjukhus då han misstänks för morden Chucky begått. Andy lyckas fly dock hem till lägenheten han bor i.
Chucky lyckas slå Andy medvetslös men innan han lyckas fullborda ritualen blir Chucky hindrad av Andys mamma Karen och Mike, och efter en våldsam och brutal kamp så lyckas Karen bränna sönder Chuckys kropp och Mike lyckas skjuta honom genom hjärtat så att hans terrorvälde äntligen tar slut.
I Den onda dockan 2 (1990) återföds Chuckys själ i en ny kropp tillverkad av leksaksföretaget Play Pals som lider enorma ekonomiska förluster på grund av Andys historia om mördardockan. Chucky spårar denna gång upp Andy till en fosterfamilj som består av Phil Simpson, Joanne Simpson och hans nya fostersyster Kyle. Chucky försöker vid flera tillfällen besitta Andys kropp men blir oftast stoppad av familjen som lyckas ingripa vid rätta tillfällen. Chucky försöker därav besitta honom i skolan men blir själv inlåst i en garderob av Andys stränga lärare Ms Kettlewell som han senare slår ihjäl med en linjal gjord av trä. Chucky låses in i fosterhemmets källare och Andy försöker gå ner och döda honom innan Chucky kan besitta hans kropp. Phil kommer på honom, men blir dödad av Chucky när han lägger krokben för honom som gör att Phil faller nerför trappan och bryter nacken.
Andy tas tillbaka till barnhemmet och Kyle inser att hans berättelse om Chucky är sann då hon hittar en begravd sönderslagen Good-Guy docka ute på gården. Chucky halshugger Joanne och tvingar Kyle köra han till barnhemmet där han dödar barnhemmets skötare Grace och tvingar Andy att ta honom till samma Play Pals fabrik som hans kropp gjordes på där han påbörjar ritualen återigen. Men det är försent då Chucky har varit i dockkroppen för länge. I blint raseri jagar Chucky Andy och Kyle genom fabriken, en jakt som leder till att han förlorar sin ena hand, båda benen innan han till slut blir nersmält av kokhett plast och fått en luftslang insatt i munnen som gör att han sprängs i bitar.
I Den onda dockan 3 (1991) så kommer Chucky återigen tillbaka i en ny kropp som skapades av smält plast som hans egna blod droppade i från hans förra söndersprängda kropp. Han dödar VD:n för Play Pals och spårar upp Andy som numera är insatt i militärskolan Kent Military Academy efter att inte ha kunnat komma till något fosterhem. Skolans kommendör Cochran registrerar honom och ber Andy att glömma sina fantasier angående dockan. Andy blir vän med kadetterna Harold Aubrey Whitehurst, Ronald Tyler och Kristin DeSilva som han senare har ett förhållande med. Han träffar också Brett C. Shelton, en löjtnant som mobbar kadetterna.
Kort efter att Andy har kommit till skolan blir den unge pojken Tyler ombedd att lämna ett paket i Andys rum. Tyler upptäcker att inuti paketet finns en Good Guy-docka och blir nyfiken så han tar den till källaren för att öppna lådan, men då bryter Chucky sig ut ur lådan. Chucky kommer ihåg att han kan besitta den första personen som känner till hans identitet, (och nu när han besitter en ny kropp) så berättar han för Tyler om sin identitet.
Efter en mängd dödsfall orsakade av Chucky så planerar militärskolan att skolans årliga krigsspel ska hållas, med Andy och Shelton i samma lag. I hemlighet byter Chucky det röda lagets färgkulor i gevären mot riktiga kulor. När spelet börjar tvingar Chucky Tyler att stanna så att han kan besitta honom. Tyler hugger honom i axeln med en fickkniv och flyr samtidigt som han försöker hitta Andy. Chucky anfaller DeSilva och håller henne som gisslan i ett försök att lura båda lagen att slåss mot varandra för att rädda henne. Chucky tvingar Andy att byta Tyler mot DeSilva. Det röda laget dyker upp och avfyrar omedvetet sina riktiga kulor och Shelton dör i korselden. I kaoset flyr Tyler och innan han tar upp jakten kastar Chucky en granat mot kadetterna. Whitehurst ser faran och hoppar på granaten och offrar sig själv för att rädda de andra.
Jakten leder till ett spökhus på en festival. När Tyler slås medvetslös ser Chucky tillfället att besitta honom men Andy skjuter honom upprepade gånger. I sitt raseri försöker Chucky strypa Andy, men Andy använder Tylers fickkniv för att hugga av Chuckys hand vilket gör att han faller mot sin död i en enorm fläkt som hugger honom i bitar.
I Bride of Chucky (1998) så återkommer Chucky igen tack vare hans flamma Tiffany Valentine vars själ som han också för över till en docka. Båda två planerar att besitta två unga människor, men för det krävs en specifick amulett vid namn Damballas hjärta som ligger begravd med Chuckys mänskliga lik i Hackensack, New Jersey. Dessa två lyckas lifta med ett rymmande kärlekspar, Jade och Jessie som misstänks för morden som Chucky och Tiffany lämnar efter sig. Dom lyckas ta sig till begravningsplatsen där Chuckys lik ligger begraven, men inte innan Jade lyckats knuffa in Tiffany i en matlagningsugn, och Jessie slängt ut Chucky genom bilrutan. Dessa två lyckas fånga dom igen och Chucky påbörjar ritualen, men stoppas av Tiffany som inser att det är inte lönt att fortsätta mer, att de båda två hör hemma i döden tillsammans.
En kamp bryter ut mellan Tiffany och Chucky där han segrar efter att ha huggit henne genom magen med en kniv. Tiffany blöder till döds, och Jade lyckas knocka ner Chucky i graven som hans lik ligger i. Chucky blir senare skjuten upprepade gånger av Jade och avslutar därmed hans och Tiffanys mordresa. Jade och Jessie lyckas bevisa sin oskuld då en förbipasserande polischef bevittnar Chuckys död. Tiffany lyckas dock till allas förvåning föda en dockliknande baby innan hon dör.
I Seed of Chucky (2004) så återföds Chucky och Tiffany igen tack vare sitt barn som föddes, en pojke vid namn Glen. Dessa två är numera kända ikoner i Hollywood där Tiffanys röst görs av Jennifer Tilly. Dockfamiljen lyckas slå gömsle i hennes hus där dom planerar att impregnera Jennifer så hon blir med barn för att kunna ge Glen en möjlighet att också få en mänsklig kropp. Det visar sig senare att Glen lider av en personlighetsklyvning, vilket menas att hans kropp består av två själar; den fredliga Glen och den mordlystna Glenda. Efter en mängd kaosartade händelser så föder Jennifer två barn, en pojke och en flicka, vilket får Tiffany att förstå att Glen/Glenda inte behöver bara välja en kropp att besitta.
Mitt i födelsen så blir Chucky dock själv less på denna eviga jakt efter en mänsklig kropp och bestämmer sig att fullständigt ge upp denna plan och istället omfamna sitt nya kändisskap som Chucky, mördardockan. Tiffany bestämmer sig då att ta Glen/Glenda med sig och lämna honom, vilket gör Chucky rosenrasande. Jakten leder till ett sjukhus där Tiffany lyckas besitta Jennifer och Glenn dödar sin far med en brandyxa mot huvudet. Tiffany i Jennifers kropp får all hennes förmögenhet, och Glen/Glenda får varsin kropp.
I Curse of Chucky (2013) så följer man en ny karaktär vid namn Nica Pierce (som är rullstolsburen) och hennes mamma som får en Good-Guy docka levererad till sitt hus. Natten därpå så hittar Nica sin mamma död med en sax nerkörd i hennes bröst. Nicas familj (bestående av Barb, Malcolm, dottern Alice och barnvakten Jill) kommer till henne för att kunna trösta henne. Alice hittar dockan som kallar sig själv Chucky och blir helt fast vid den. Chucky vaknar upp dock och börjar sin skräcknatt i herrgården där han först dödar Jill genom att elchocka henne till döds, varav han sen dödar Barb genom att hugga henne genom ögat, därav så dödar han också Malcolm genom att hugga av hans undre käke med en yxa. Han slänger ner Nica från över våningen och skadar henne rejält. Chucky passar på att berätta hur hennes familj är kopplad med honom.
Det visar sig att Chucky i sitt tidigare liv som Charles Lee Ray levde dubbelliv som en vanlig civilist och smög sig in i andras familjer för att bli bekanta med dom för att senare döda dom. Han blev ytterst besatt av Nicas mamma Sarah som ännu var gravid med henne. Charles kidnappar Sarah och låser in henne i ett rum fyllt med blommor. Hon försöker hålla han borta från Barb som ännu var barn då, vilket gör honom så arg att han sticker in spetsen på sin kniv i hennes mage, vilket gjorde att Nica blev förlamad nerifrån midjan. Det var därifrån senare som Charles blev tipsad om för polisen som ledde till jakten in i leksaksbutiken där han blev dockan Chucky för första gången. Nica blir insatt på mentalsjukhus efter anklagelserna på morden som Chucky begick, och Chuckys dockkropp konfiskeras som bevis, men återtas tillbaka snabbt av Tiffany Valentine. Chucky skickas senare till Alices fosterhem där han besitter hennes kropp.
I Cult of Chucky (2017) så spårar Chucky upp Nica till mentalsjukhuset hon sitter inspärrad i. Hon blir konstant uppvaktad av Dr. Foley som antastar henne efter att han hypnotiserat henne. Chucky har lyckats komma över en trollformel som gör att han kan dela upp sin själ till flera olika Good-Guy dockor, vilket han använder för att planera en massiv mordvåg över landet. Efter en del brutala mord så besitter Chucky 2 andra dockor och tar Nica som gisslan, där han besitter henne också. Andy Barclay som vuxen reser till mentalsjukhuset för att stoppa honom men blir istället inlåst i en cell av Chucky som nu tagit över Nicas kropp. Chucky tar sig ut ur sjukhuset och flyr i en bil tillsammans med Tiffany som också lyckats dela sin själ med samma liknande docka hon hade i tidigare filmer.

## Filmer
- 1988 – Den onda dockan
- 1990 – Den onda dockan 2
- 1991 – Den onda dockan 3
- 1998 – Bride of Chucky
- 2004 – Seed of Chucky
- 2013 – Curse of Chucky
- 2017 – Cult of Chucky

## Andra framträdanden
- Chucky gör ett kort framträdande i ett klipp med Michael Myers för att marknadsföra filmen Halloween Kills.
- Han var också presentatör för Horror Hall of Fame 1990 vid Oscar-galan.
- Han dök också upp som gäst i ett avsnitt av Saturday Night Live.
- Chucky användes också som ett spelföremål i Steven Spielberg-filmen Ready Player One (film)
- Chucky är en spelbar karaktär i det populära asymmetriska skräckspelet Dead by Daylight vars röst görs återigen av Brad Dourif